# خانه عباس اخوان (۱)
خانه عباس اخوان (۱) مربوط به دوره صفوی است و در شهرستان فومن، شهرک تاریخی ماسوله واقع شده و این اثر در تاریخ ۲۵ اسفند ۱۳۸۰ با شمارهٔ ثبت ۵۲۰۴ به‌عنوان یکی از آثار ملی ایران به ثبت رسیده است.